# Mon grand-père et moi
Pour plus de détails, voir Fiche technique et Distribution.
Mon grand-père et moi ou En guerre avec grand-papa au Québec (The War with Grandpa) est une comédie dramatique américaine réalisée par Tim Hill, sortie en 2020.

## Synopsis
Peter, âgé de 10 ans, est excité quand son grand-père emménage dans sa maison. Il est moins ravi quand il doit libérer sa chambre pour celui-ci et aller s'installer dans le grenier. Avec l'aide de ses amis, Peter décide de déclarer la guerre pour virer son grand-père, beaucoup plus malin qu'il en a l'air...

## Fiche technique
- Titre original : The War with Grandpa
- Titre français : Mon grand-père et moi
- Titre québécois : En guerre avec grand-papa
- Réalisation : Tim Hill
- Scénario : Lisa Addario, Joe Syracuse, Tom J. Astle et Matt Ember, d'après le roman éponyme de Robert Kimmel Smith
- Directeur de la photographie : Greg Gardiner
- Musique : Christopher Lennertz
- Producteurs : Phillip Glaser, Marvin Peart et Rosa Morris Peart
- Producteurs exécutifs : Randall Emmett et George Furla
- Sociétés de production : Marro Films, Ingenious et The Fyzz Facility
- Société de distribution : 
  -  États-Unis : 101 Studios / Brookdale Studios
  -  France : Alba Films
- Pays d'origine :  États-Unis
- Langue originale : anglais
- Genre : comédie, famille
- Dates de sortie :
  - France : 7 octobre 2020
  - États-Unis : 9 octobre 2020

## Distribution
- Robert De Niro (VF : Jacques Frantz ; VQ : Jean-Marie Moncelet) : Ed, le grand-père
- Oakes Fegley (VF : Estelle Darazi ; VQ : Raphaël Bleau) : Peter, le petit-fils d'Ed
- Christopher Walken (VF : Georges Claisse ; VQ : Jean-Luc Montminy) : Jerry, l'ami d'Ed
- Uma Thurman (VF : Juliette Degenne ; VQ : Nathalie Coupal) : Sally, la fille d'Ed et mère de Peter
- Jane Seymour (VF : Céline Monsarrat) : Diane
- Rob Riggle (VF : Constantin Pappas ; VQ : François Trudel) : Arthur, le père de Peter
- Laura Marano (VQ : Fanny-Maude Roy) : Mia, la sœur aînée de Peter
- Poppy Gagnon (VQ : Élia St-Pierre) : Jennifer, la sœur cadette de Peter
- Cheech Marin (VQ : Jacques Lavallée) : Danny, un ami d'Ed
- Colin Ford : Russell
- Juliocesar Chavez (VQ : Mathéo Savard-Piccinin) : Billy
- Isaac Kragten (VQ : Adam Moussamih) : Steve

 Source et légende : version québécoise (VQ) sur Doublage.qc.ca

## Production
Le tournage débute en mai 2017 à Atlanta en Géorgie.

## Sortie
Le film devait initialement sortir en février 2018 sur les écrans, distribué par The Weinstein Company. Mais à la suite de l'affaire Harvey Weinstein, la société annonce son retrait de la distribution du film .
En juin 2020, 101 Studios a acquis les droits de distribution du film et l'a programmé pour une sortie le 18 septembre 2020. Il a ensuite été reporté au 9 octobre.

## Accueil

### Critique
En France, le site Allociné recense une moyenne des critiques de 2.1⁄5, sur un total de 1 043 votants.
Selon Renaud Baronian, du quotidien Le Parisien, « Assez drôle lors de ses confrontations avec son petit-fils, le comédien de 77 ans se fait hilarant dans les scènes où il retrouve sa bande d'amis (pas si) croulants, dont l'un est interprété par un Christopher Walken en pleine forme et déchaîné. ».
Pour Corinne Renou-Nativel du journal La Croix, « Robert De Niro, longtemps réticent à s’engager sur le projet, parvient parfois à faire oublier l’indigence du scénario. Mais la gêne l’emporte de voir l’acteur du Parrain et de Mission cachetonner dans une comédie aussi consternante. ».

## Autour du film
- Il s'agit du dernier film dans lequel Robert De Niro est doublé en français par Jacques Frantz. Celui-ci décédera en 2021.
- Bien que le titre français et la présence de Robert De Niro puissent prêter à confusion, le film ne fait pas partie de la série de films Mon beau-père.